# Доња Бела Река (Нова Варош)
Доња Бела Река је насеље у Србији у општини Нова Варош у Златиборском округу. Према попису из 2022. било је 190 становника.
Овде се налазе Црква Преображења Христовог у Доњој Белој Реци и ОШ „Вук Ст. Караџић” ИО Доња Бела Река.

## Демографија
У насељу Доња Бела Река живи 242 пунолетна становника, а просечна старост становништва износи 44,2 година (42,9 код мушкараца и 45,5 код жена). У насељу има 87 домаћинстава, а просечан број чланова по домаћинству је 3,30.
Ово насеље је великим делом насељено Србима (према попису из 2002. године), а у последња три пописа, примећен је пад у броју становника.
|  |

| Демографија | Демографија | Демографија |
| Година      | Становника  | Становника  |
| ----------- | ----------- | ----------- |
| 1948.       | 628         |             |
| 1953.       | 669         |             |
| 1961.       | 652         |             |
| 1971.       | 574         |             |
| 1981.       | 447         |             |
| 1991.       | 369         | 367         |
| 2002.       | 287         | 288         |

| Етнички састав према попису из 2002.‍ | Етнички састав према попису из 2002.‍ | Етнички састав према попису из 2002.‍ | Етнички састав према попису из 2002.‍ | Етнички састав према попису из 2002.‍ |
| ------------------------------------ | ------------------------------------ | ------------------------------------ | ------------------------------------ | ------------------------------------ |
|                                      |                                      |                                      |                                      |                                      |
| Срби                                 | Срби                                 |                                      | 286                                  | 99,65%                               |
| непознато                            | непознато                            |                                      | 0                                    | 0,0%                                 |

| Година пописа     | 1948. | 1953. | 1961. | 1971. | 1981. | 1991. | 2002. |
| ----------------- | ----- | ----- | ----- | ----- | ----- | ----- | ----- |
| Број домаћинстава | 116   | 133   | 119   | 123   | 113   | 101   | 87    |

| Број чланова      | 1  | 2  | 3  | 4  | 5  | 6 | 7 | 8 | 9 | 10 и више | Просек |
| ----------------- | -- | -- | -- | -- | -- | - | - | - | - | --------- | ------ |
| Број домаћинстава | 11 | 26 | 15 | 12 | 16 | 3 | 1 | 2 | 0 | 1         | 3,30   |

| Пол    | Укупно | Неожењен/Неудата | Ожењен/Удата | Удовац/Удовица | Разведен/Разведена | Непознато |
| ------ | ------ | ---------------- | ------------ | -------------- | ------------------ | --------- |
| Мушки  | 124    | 35               | 77           | 10             | 2                  | 0         |
| Женски | 134    | 20               | 78           | 35             | 1                  | 0         |
| УКУПНО | 258    | 55               | 155          | 45             | 3                  | 0         |

| Пол    | Укупно                    | Пољопривреда, лов и шумарство | Рибарство                            | Вађење руде и камена | Прерађивачка индустрија       |
| ------ | ------------------------- | ----------------------------- | ------------------------------------ | -------------------- | ----------------------------- |
| Мушки  | 78                        | 60                            | 6                                    | 0                    | 4                             |
| Женски | 34                        | 31                            | 0                                    | 0                    | 1                             |
| УКУПНО | 112                       | 91                            | 6                                    | 0                    | 5                             |
| Пол    | Производња и снабдевање   | Грађевинарство                | Трговина                             | Хотели и ресторани   | Саобраћај, складиштење и везе |
| Мушки  | 0                         | 1                             | 1                                    | 0                    | 2                             |
| Женски | 0                         | 0                             | 1                                    | 0                    | 0                             |
| УКУПНО | 0                         | 1                             | 2                                    | 0                    | 2                             |
| Пол    | Финансијско посредовање   | Некретнине                    | Државна управа и одбрана             | Образовање           | Здравствени и социјални рад   |
| Мушки  | 0                         | 0                             | 1                                    | 1                    | 1                             |
| Женски | 0                         | 0                             | 0                                    | 1                    | 0                             |
| УКУПНО | 0                         | 0                             | 1                                    | 2                    | 1                             |
| Пол    | Остале услужне активности | Приватна домаћинства          | Екстериторијалне организације и тела | Непознато            | Непознато                     |
| Мушки  | 1                         | 0                             | 0                                    | 0                    | 0                             |
| Женски | 0                         | 0                             | 0                                    | 0                    | 0                             |
| УКУПНО | 1                         | 0                             | 0                                    | 0                    | 0                             |